# Agalloch
Agalloch je ameriška dark metal skupina, ustanovljena leta 1996 v Portlandu, Oregon.

## Zgodovina
Agalloch so nastali kot stvaritev Johna Haughma in Shanea Breyera. Skupina je dobila ime po 
dišečemu smolnatemu lesu drevesa Aquilaria agallocha. Zgodaj 1996 leta je duet pričel pisati prve pesmi, poleti pa se jima je pridružil še Don Anderson, da bi izpilil obstoječ material. Te pesmi so kasneje istega leta postale demo kaseta From Which of This Oak. Posnetki so nakazovali močne black metal vplive, katerih številni elementi so se pojavljali na poznejših albumih. Kmalu po koncu snemanja je skupina dobila še basista Jason William Walton.
Leta 1998 je skupina posnela novo promocijsko kaseto, namenjeno izključno založbam. Pritegnila je pozornost založbe The End Records s ponudbo pogodbe, ki je botrovala albumu Pale Folklore. Album je doživel močno kritično odobravanje. Po koncu snemanja je skupino Breyer zapustil.
Po obdobju zatišja je skupina izdala EP Of Stone, Wind and Pillor; vseboval je še neobjavljen material iz let 1998-2001. EP vključuje priredbo skladbe »Kneel To The Cross« skupine Sol Invictus, ki je bila kasneje objavljena v Sol Lucet Omnibus, tributni kompilaciji skupini Sol Invictus.
Med letoma 2001 in 2002 so Agalloch posneli album The Mantle, prežet z izrazitimi post-rock in akustičnimi vplivi. Skupina je končno dobila medijsko pozornost na katero je dolgo čakala. Pojavili so se v nekaj intervjujih s priznanimi glasbenimi revijami. Po izdaji albuma so Agalloch 6. marca 2003 odigrali svoj prvi koncert v Portlandu, Oregon. Sledilo je še nekaj marčevskih koncertov, meseca maja pa prava turneja po Zahodni obali Amerike.
2003 je izšel EP Tomorrow Will Never Come, 2004 pa še The Grey. Ta dva EP-ja sta predstavila bolj eksperimentalno stran Agalloch. Na EP-jih najdemo močno zmešane in predelane različice skladb iz albuma The Mantle, kot tudi metalsko/postrock skladbo Tomorrow Will Never Come. Leta 2004 so odigrali serije koncertov na ameriški Vzhodni obali ter nekaj v Torontu. Kmalu za tem so v sodelovanju s finsko zasedbo Nest izdali kratek mini-CD s prirodno tematiko.
Leta 2005 je skupina v omejenem številu ponovno izdala dvojno vinil ploščo The Mantle in dvojno vinil ploščo Pale Folklore. Namesto klasične ovojnice, albuma ščiti lična lesena škatla ter prenovljena grafična podoba naslovnic. Posebna izdaja je bila na voljo kot počastitev edinega nastopa skupine v letu 2005, ki se je odvijal na torontskemu glasbenemu festivalu Day of the Equinox, 14. oktobra 2005.
Album Ashes Against the Grain je ugledal luč dneva 8. avgusta 2006. Bolj kot na akustične elemente predhodnika, se osredotoča na električne kitare in metalski zvok, kar mu daje drugačen prizvok kot ga imajo starejši albumi.
Z EP-jem The White, ki je izšel 28. februarja 2008 pri založbi Vendlus Records, so se Agalloch zopet vrnili k raziskovanju narave preko umirjenih akustičnih skladb. The White vsebuje sedem folk skladb, posnetih v obdobju zadnjih treh let. Izdanih je bilo le 2000 kopij tega EP-ja.

## Vplivi
Glasbo skupine Agalloch odlikujejo kompleksne plasti vokalnih skladb in glasbil, ki se redkokdaj pojavljajo v tradicionalni metal glasbi. Čeprav ljudje Agalloch pogosto označujejo kot folk ali doom metal, njihova glasba vsebuje tudi druge pogoste vplive, kot so neofolk, dark ambient in postrock. Običajne glasbene teme v metaforiki Agalloch so lepote narave ter namigovanja na starodavne poganske običaje. V intervjuju iz leta 1999 Arhivirano 2004-06-08 na Wayback Machine. so člani skupine navedli še druge vplive, vključno s skupinami kot so Katatonia, Ulver, The 3rd and the Mortal, Swans ter Godspeed You! Black Emperor.
V intervjuju z Barryjem Leejem Dejasujem ,za revijo Modern Fix, je John Haughm izjavil: »Seveda imamo progresivne in eksperimentalne elemente v naši glasbi, vendar so naše korenine Dark Metal« (številka 54).

## Diskografija
- From Which of This Oak (demo), 1996
- Pale Folklore, 1999
- Of Stone, Wind and Pillor (EP), 2001
- The Mantle, 2002
- Tomorrow Will Never Come (EP), 2003
- The Grey (EP), 2004
- Split with Nest, 2004
- Ashes Against the Grain, 2006
- The White (EP), 2008